# Vistahermosa, Berriozábal
Vistahermosa är en ort i Mexiko.   Den ligger i kommunen Berriozábal och delstaten Chiapas, i den sydöstra delen av landet, 700 km öster om huvudstaden Mexico City. Vistahermosa ligger 1 173 meter över havet och antalet invånare är 237.
Terrängen runt Vistahermosa är kuperad åt nordost, men åt sydväst är den platt. Vistahermosa ligger uppe på en höjd. Runt Vistahermosa är det mycket tätbefolkat, med 1 056 invånare per kvadratkilometer. Närmaste större samhälle är Berriozábal, 5,8 km sydost om Vistahermosa. I omgivningarna runt Vistahermosa växer huvudsakligen savannskog.